# Shāh-Nāmeh
Lo Shāh-Nāmeh, traslitterato anche come Shāh-Nāmé, Shahnama, Shahnameh o Shahname (in persiano شاهنامه‎, lett. "Il libro dei re"; AFI: [ʃɒːhnɒːˈme]), è una vasta opera poetica scritta dal poeta persiano Firdusi attorno al 900 d.C., che costituisce l'epica nazionale dei Paesi di lingua persiana e della Grande Persia.
Composto da circa 50 000 distici, lo Shāh-Nāmeh è uno dei poemi epici più lunghi del mondo. L'opera è di fondamentale importanza nella cultura e nella lingua persiana, considerata un capolavoro letterario e definitivo dell'identità culturale etno-nazionale dell'Iran. È anche importante per gli aderenti contemporanei allo zoroastrismo, in quanto traccia i legami storici tra l'inizio della religione e la morte dell'ultimo sovrano sasanide durante la conquista musulmana che ha posto fine all'influenza zoroastriana in Iran (Persia).
Lo Shāh-Nāmeh racconta il passato mitico e storico del suo Paese, l'Iran, dalla creazione del mondo fino alla conquista islamica del VII secolo. L'Iran moderno, l'Afghanistan, il Tagikistan e la Grande Persia, regione comprendente Georgia, Armenia, Azerbaigian, Turkmenistan, Uzbekistan, Turchia e Daghestan, celebrano questa epopea nazionale. L'opera epica venne la prima volta nominata da Movses Khorenatsi, uno storico armeno del V secolo.

## Origini e influenze
A parte la sua importanza letteraria lo Shāh-Nāmeh, scritto in persiano arcaico, è stato di fondamentale importanza per la rinascita della lingua persiana successivamente all'influenza dell'arabo.
Questo voluminoso lavoro, considerato un capolavoro letterario, riflette anche la storia del grande impero persiano, i suoi valori culturali, le sue antiche religioni (lo Zoroastrismo), e il suo profondo senso nazionale. Firdusi ha completato lo Shāh-Nāmeh nel momento in cui l'indipendenza nazionale era stata compromessa. Mentre ci sono memorabili eroi ed eroine di tipo classico nell'opera, il vero protagonista è la Persia stessa. È quindi un importante libro per tutto il mondo iranico, includendo anche l'Afghanistan, il Tagikistan e altri Paesi dell'Asia centrale.

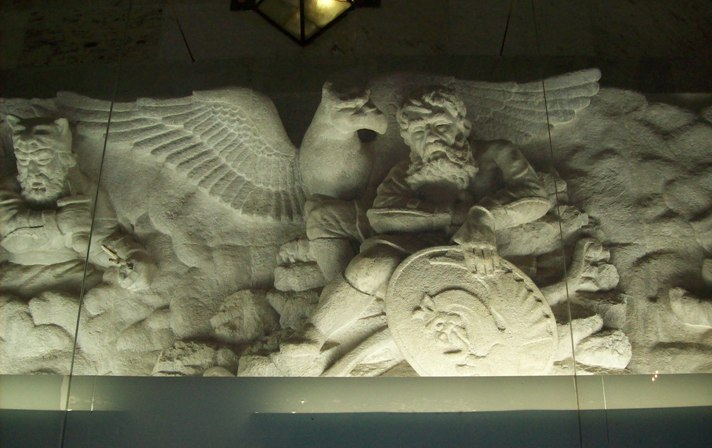
La fenice, mitico uccello presente nello Shāh-Nāmeh.

Questo libro è importante anche per i restanti 200.000 zoroastriani nel mondo, perché lo Shāh-Nāmeh traccia la storia dello Zoroastrismo fino alla sconfitta dell'ultimo re zoroastriano Yazdgard III da parte degli invasori Arabi.
Le copie illustrate dell'opera sono tra i più mirabili esempi di miniatura persiana. Diverse copie rimangono oggi intatte, benché due delle più famose l'Houghton Shāhnāmeh e il Gran Mongol Shāhnāmeh furono suddivise in fogli venduti separatamente nel XX secolo. Un unico foglio (ora al museo Aga Khan) è stato venduto per 1,7 milioni di dollari nel 2006. Il Bayasanghori Shāhnāmeh, una copia manoscritta (Palazzo Golestan, in Iran), è stata inclusa dall'UNESCO nella lista della Memoria del mondo.

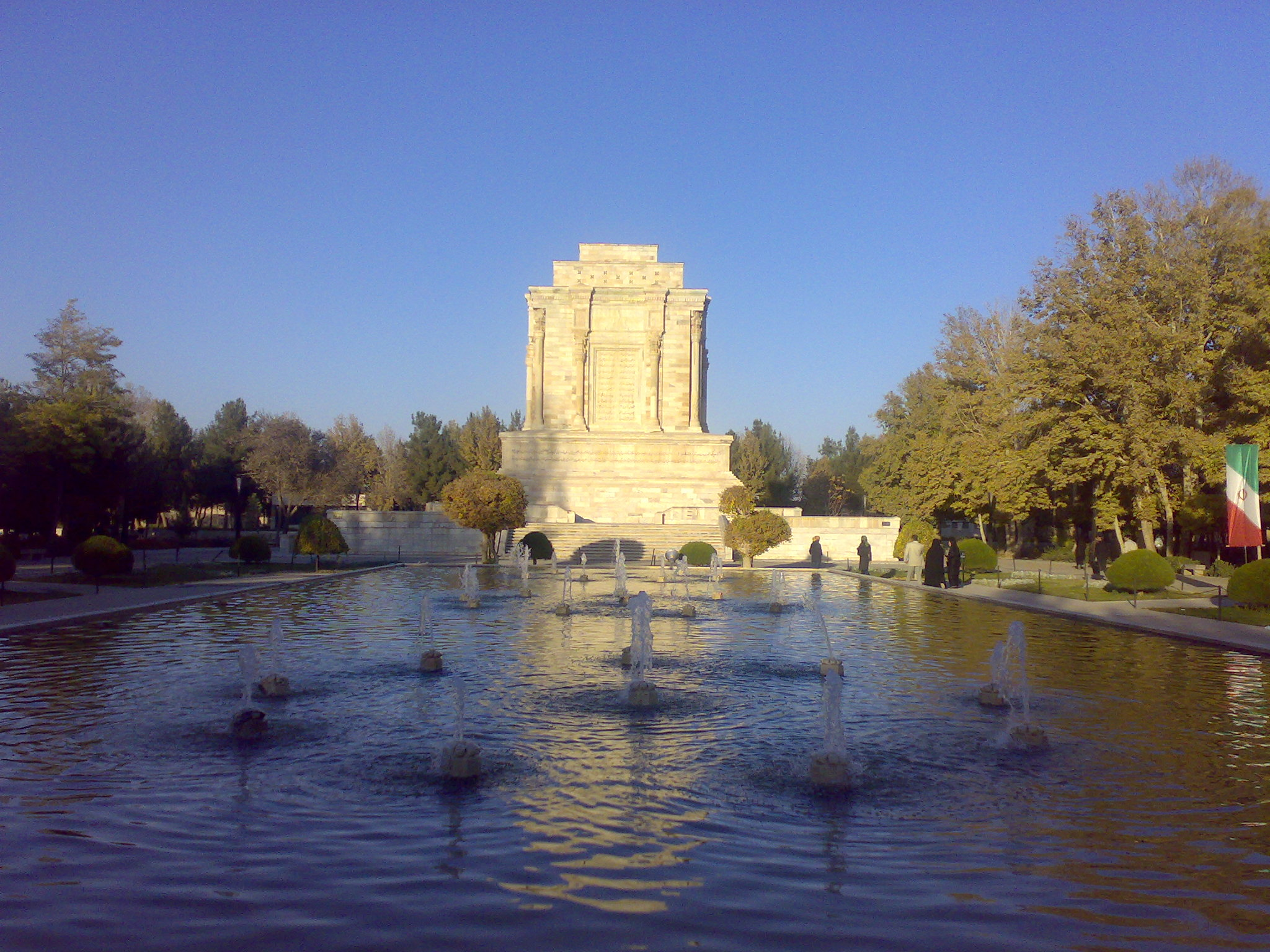
Mausoleo di Firdusi a Tus.

La copia più antica esistente dell'opera è quella portata in Italia alla fine del XVI secolo da Gerolamo Vecchietti, persianista e membro del gruppo di ricerca della Stamperia orientale medicea fondata a Roma nel 1584 dal cardinale Ferdinando de' Medici. Trovata al Cairo, la copia è datata 30 Moḥarram 614, corrispondente al 9 maggio 1217. Il manoscritto è stato identificato dallo studioso iranista italiano Angelo Michele Piemontese (Piemontese, 1980). È conservato nella Biblioteca Nazionale Centrale di Firenze (fondo Magliabechiano, cod. MS Magl. III.24) ed è stato digitalizzato: versione digitalizzata.

## Composizione

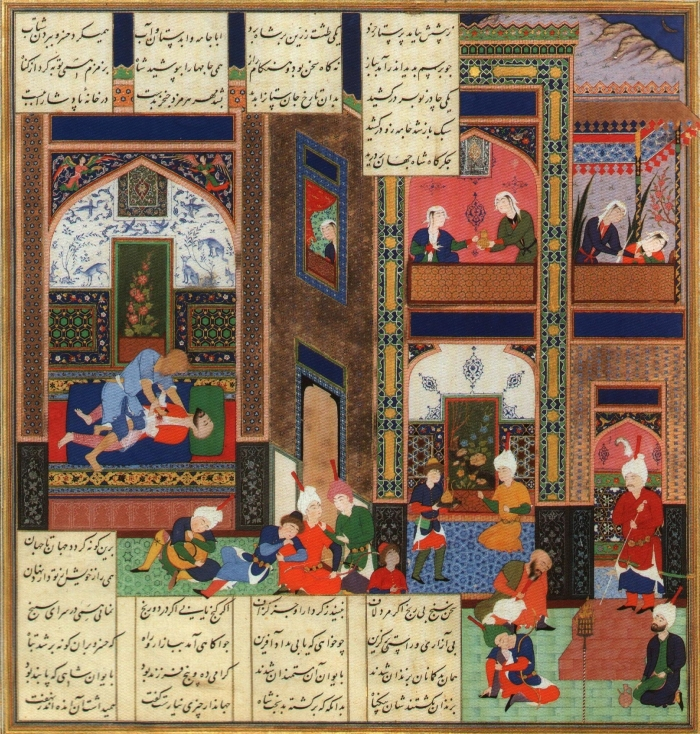
L'assassinio di Khosrau II in un manoscritto dello Shāhnāmeh di Shāh Tahmāsp di ʿAbd al-Ṣamad nel 1535

Ferdowsi iniziò a scrivere lo Shāhnāmeh nel 977 d.C. e lo completò l'8 marzo 1010. Lo Shāhnāmeh è un monumento di poesia e storiografia, essendo principalmente la rifusione poetica di ciò che Ferdowsi, i suoi contemporanei e i suoi predecessori consideravano il racconto della storia antica dell'Iran. Molti di questi resoconti esistevano già in prosa, ad esempio lo Shāhnāmeh di Abū Manṣūrī. Una piccola parte del lavoro di Ferdowsi, in passaggi sparsi in tutto lo Shāhnāmeh, è interamente di sua concezione.
Lo Shāhnāmeh è un poema epico di oltre 50.000 distici, scritto nel primo persiano moderno. Si basa principalmente su un'opera in prosa con lo stesso nome e compilata durante la gioventù di Ferdowsi nella città nativa di Ṭūs. La prosa dello Shāhnāmeh fu a sua volta e per la maggior parte la traduzione di un'opera Pahlavi (Medio Persiano), nota come Khwadāy-Nāmag ("Libro dei Re"), una tardiva raccolta sasanide della storia dei re e degli eroi della Persia dai tempi mitici fino al regno di Cosroe II (590–628). Il Khwadāy-Nāmag conteneva informazioni storiche sul successivo periodo sasanide, ma non sembra aver attinto a fonti storiche per il precedente periodo sasanide (dal III al IV secolo). Ferdowsi aggiunse materiale continuando la storia fino al rovesciamento dei Sasanidi da parte degli Arabi a metà del VII secolo.
Il primo a intraprendere la versificazione della cronaca di Pahlavi fu Daqīqī, un contemporaneo di Ferdowsi, poeta alla corte dei Samanidi, che interruppe violentemente dopo aver completato solo 1.000 versi. Questi versi, che trattano dell'ascesa del profeta Zoroastro, furono in seguito incorporati da Ferdowsi, con il dovuto riconoscimento, nella sua stessa poesia. Lo stile dello Shāhnāmeh mostra le caratteristiche della letteratura scritta e orale. Alcuni sostengono che Ferdowsi usasse anche fonti zoroastriane, come l'ormai perduto Chihrdad.
Molte altre fonti Pahlavi furono usate per comporre l'epopea, in particolare il Kārnāmag-ī Ardaxšīr-ī Pābagān, che fu originariamente scritto durante la tarda epoca sasanide e fornì resoconti su come Ardashir I salì al potere che, a causa della sua vicinanza storica, è pensato per essere estremamente preciso. Il testo è scritto nel tardo medio persiano, che fu l'antenato immediato del persiano moderno. Gran parte delle cronache storiche riportate nello Shāhnāmeh si basano su questa epopea e in effetti ci sono varie frasi e parole che possono essere abbinate tra la poesia di Ferdowsi e questa fonte, secondo Zabihollah Safa.
Secondo un resoconto delle fonti, un persiano di nome Dehqan alla corte del re Anushehrawan Dadgar aveva composto un voluminoso libro in forma di prosa, noto come Khoday Nāmeh. Dopo la caduta dell'Impero sasanide, il Khodāy Nāmeh entrò in possesso del re Yaʿqūb ibn al-Layth e poi il re samanide Nūḥ ordinò al poeta Daqīqī di completarlo, ma Daqīqī fu ucciso dal suo schiavo. Ferdowsi ottenne quindi il libro tramite un amico.

## Contenuto

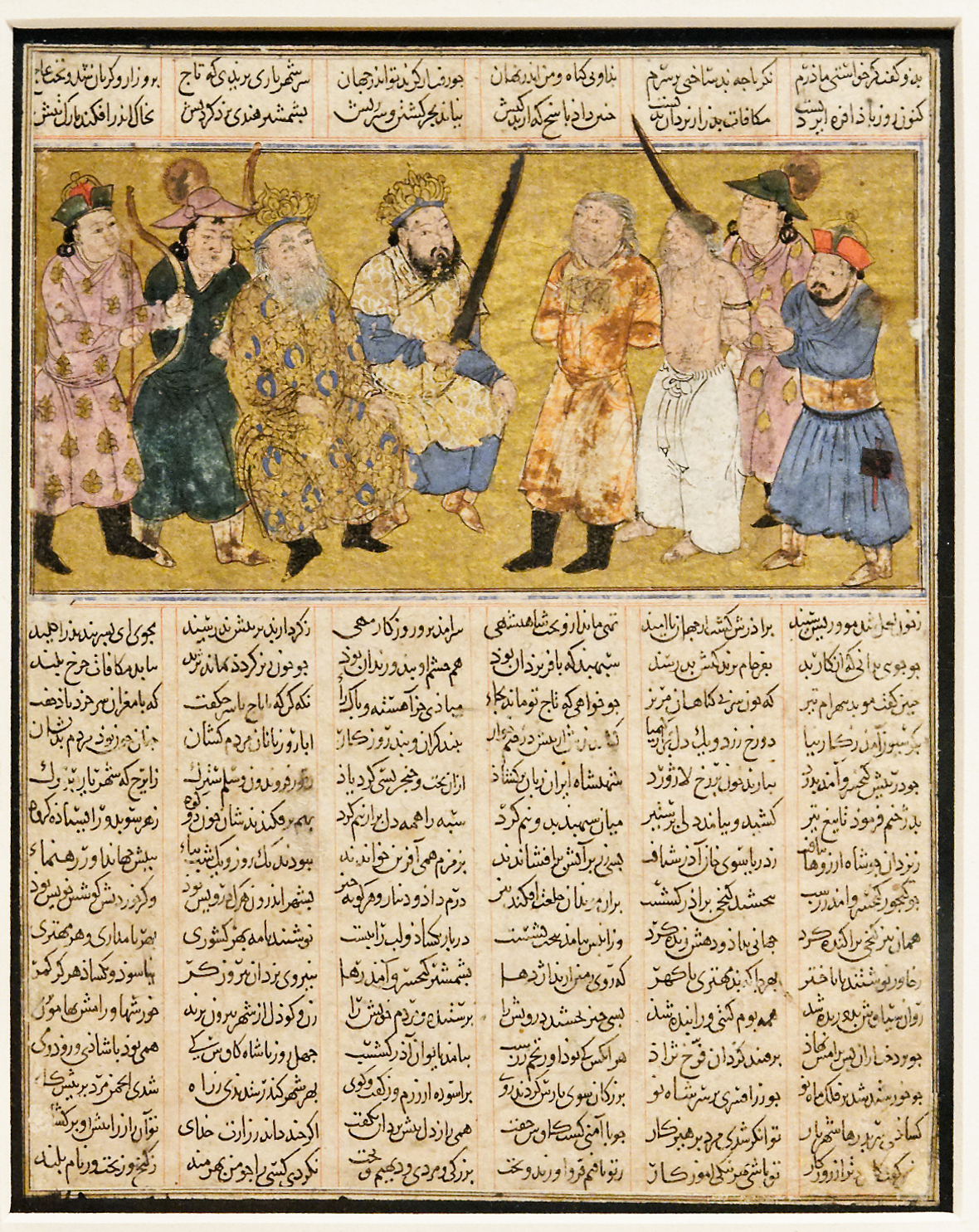
Kay Khosrow in trono con in mano la spada con cui giustizierà Afrasiyab per l'omicidio di Siyavash

Lo Shāhnāmeh fornisce un resoconto poetico della preistoria e della storia dell'Iran, a partire dalla creazione del mondo e dall'introduzione delle arti della civiltà (fuoco, cucina, metallurgia, legge) e termina con la conquista islamica della Persia. Il lavoro non è precisamente cronologico, ma c'è un movimento generale nel tempo. Alcuni personaggi vivono per centinaia di anni ma la maggior parte ha una durata normale. Ci sono molti shāh che vanno e vengono, così come eroi e cattivi. Le uniche immagini durature sono quelle della Grande Persia stessa, e di una successione di albe e tramonti, mai esattamente uguali, eppure illustrative del passare del tempo.
L'opera è divisa in tre parti successive: le epoche "mitiche", "eroiche" e "storiche".
Il Padre Tempo, un'immagine simile a Saturno, è un promemoria della tragedia della morte e della perdita, eppure arriva l'alba successiva, portando con sé la speranza di un nuovo giorno. Nel primo ciclo della creazione, il male è esterno (il diavolo). Nel secondo ciclo, vediamo gli inizi dell'odio familiare, del cattivo comportamento e del male che permeano la natura umana. I due figli maggiori di Shāh Fereydūn provano avidità e invidia nei confronti del loro innocente fratello minore e, pensando che il padre lo favorisca, lo uccidono. Il figlio del principe assassinato vendica l'omicidio e tutti sono immersi nel ciclo di omicidio e vendetta, sangue e ancora sangue. Nel terzo ciclo, incontriamo una serie di shah imperfetti. C'è una storia simile a Fedra di Shāh Kay Kāvus, sua moglie Sūdābeh, e la sua passione e rifiuto da parte del figliastro, Sīyāvash.
È solo nelle caratterizzazioni delle molte figure dell'opera, sia maschili che femminili, che si manifesta la visione originale di Zoroastro sulla condizione umana. Zoroastro ha sottolineato il libero arbitrio umano. Tutti i personaggi di Ferdowsi sono complessi; nessuno è un archetipo o un burattino. I migliori personaggi hanno dei difetti, e i peggiori hanno momenti di umanità.
La storiografia tradizionale in Iran ha affermato che Ferdowsi fu rattristato dalla caduta dell'Impero sasanide e dal suo successivo dominio da parte di "Arabi" e "Turchi". Lo Shāhnāmeh, sostiene questa argomentazione, ed è in gran parte lo sforzo di preservare il ricordo dei giorni d'oro della Persia e trasmetterlo a una nuova generazione in modo che possano imparare e provare a costruire un mondo migliore. Sebbene la maggior parte degli studiosi abbia sostenuto che la preoccupazione principale di Ferdowsi fosse la conservazione dell'eredità pre-islamica del mito e della storia, un certo numero di autori ha formalmente contestato questo punto di vista.

### L'età mitica

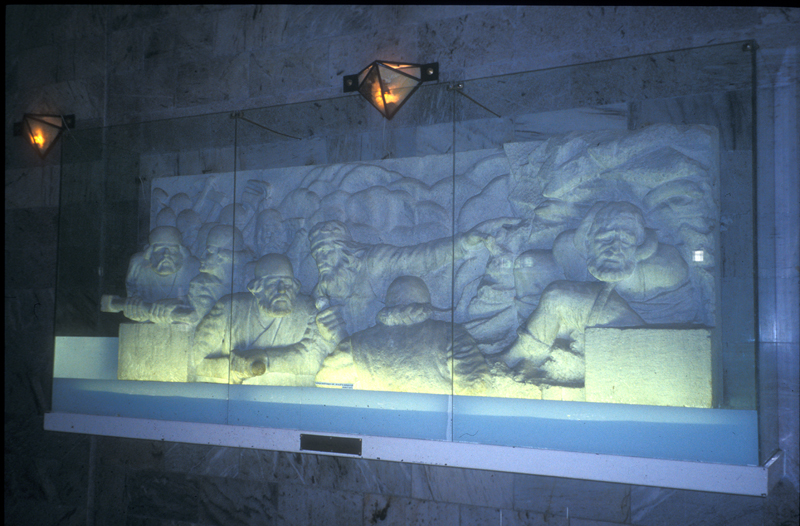
Le scene dello Shāhnāmeh sono scolpite nei rilievi del mausoleo di Ferdowsi a Ṭūs, in Iran

Questa parte dello Shāhnāmeh è relativamente breve, ammonta a circa 2.100 versetti o al quattro percento dell'intero libro e narra gli eventi con la semplicità, la prevedibilità e la rapidità di un'opera storica.
Dopo un'apertura in lode a Dio e alla Saggezza, lo Shāhnāmeh offre un resoconto della creazione del mondo e dell'uomo come creduto dai Sasanidi. Questa introduzione è seguita dalla storia del primo uomo, Keyumars, che divenne anche il primo re dopo un periodo di dimora in montagna. Suo nipote Hushang, figlio di Sīyāmak, scoprì accidentalmente il fuoco e stabilì la festa di Sadeh in suo onore. Le storie di Tahmura, Jamshid, Zahhāk, Kawa o Kaveh, Fereydūn e i suoi tre figli Salm, Tur e Iraj e suo nipote Manuchehr sono correlati in questa sezione.

### Età eroica
Quasi i due terzi dello Shāhnāmeh sono dedicati all'età degli eroi, che si estendono dal regno di Manuchehr fino alla conquista di Alessandro Magno (Eskandar). Questa epoca è anche identificata come il regno di Keyaniyan, che ha stabilito una lunga storia di età eroica in cui mito e leggenda sono combinati. La caratteristica principale di questo periodo è il ruolo principale svolto dagli eroi Saka o Sistānī che appaiono come la spina dorsale dell'Impero persiano. Garshāsp viene brevemente menzionato con suo figlio Narimān, il cui figlio Sām ha agito come il principale paladino di Manuchehr mentre regnava in Sistān a pieno titolo. I suoi successori furono suo figlio Zāl e il figlio di Zal Rostam, il più coraggioso dei coraggiosi, e poi Farāmarz.
Tra le storie descritte in questa sezione ci sono le storie d'amore di Zal e Rudāba, le sette fasi (o fatiche) di Rostam, Rostam e Sohrab, Sīyāvash e Sudāba, Rostam e Akvān Dīv, le storie d'amore di Bijan e Manijeh, le guerre con Afrāsīyāb, Il racconto di Daqīqī sulla storia di Goshtāsp e Arjāsp e Rostam ed Esfandyār.

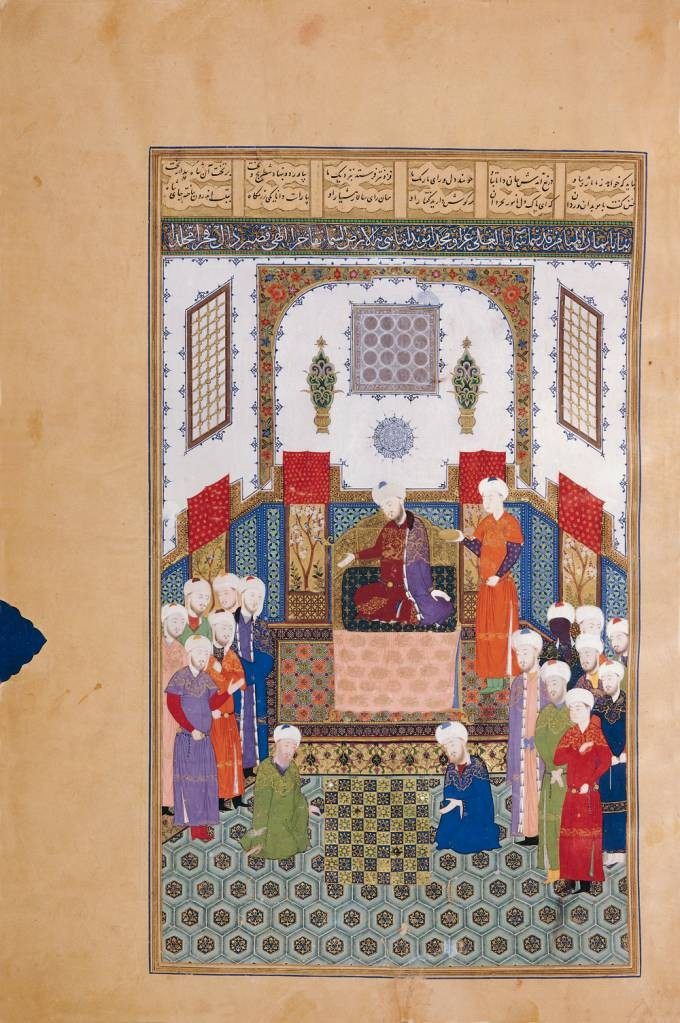
Cortigiani di Bey Sunghūrī che giocano a scacchi

### Età storica
Una breve menzione della dinastia Arsacide segue la storia di Alessandro e precede quella di Ardashir I, fondatore dell'Impero sasanide. Dopo questo, la storia dei Sasanidi è collegata con una buona precisione. La caduta dei Sasanidi e la conquista araba della Persia sono narrate romanticamente.

### Messaggio
Il messaggio singolare che lo Shāhnāmeh di Ferdowsi si sforza di trasmettere è l'idea che la storia dell'Impero sasanide fosse un insieme completo e immutabile: iniziò con Keyumars, il primo uomo, e terminò con il suo cinquantesimo rampollo e successore, Yazdegerd III, seimila anni della storia dell'Iran. Il compito di Ferdowsi era di impedire che questa storia andasse persa per le future generazioni persiane.
Secondo Jalal Khaleghi Mutlaq, lo Shāhnāmeh insegna una grande varietà di virtù morali, come l'adorazione di un solo Dio; la rettitudine religiosa, il patriottismo, l'amore per la moglie, la famiglia e i figli e di aiutare i poveri.
Ci sono temi nello Shāhnāmeh che sono stati visti con sospetto dalla successione dei regimi iraniani. Durante il regno di Moḥammad Reżā Shāh, l'epopea fu largamente ignorata a favore della letteratura persiana più ottusa, esoterica e seccamente intellettuale. Gli storici osservano che il tema del regicidio e l'incompetenza dei re incorporati nell'epopea non si adattavano bene alla monarchia iraniana. Più tardi, c'erano figure musulmane come il dottor Ali Shariati, l'eroe della gioventù riformista islamica degli anni '70, che era anche antagonista nei confronti dei contenuti dello Shāhnāmeh poiché includeva versi critici sull'Islam. Questi includono la linea: tofu bar to, ey charkh-i gardun, tofu! (sputo sul tuo viso, oh cielo sputo!), che Ferdowsi usò come riferimento agli invasori musulmani che spogliarono lo zoroastrismo.

## L'influenza sulla lingua persiana

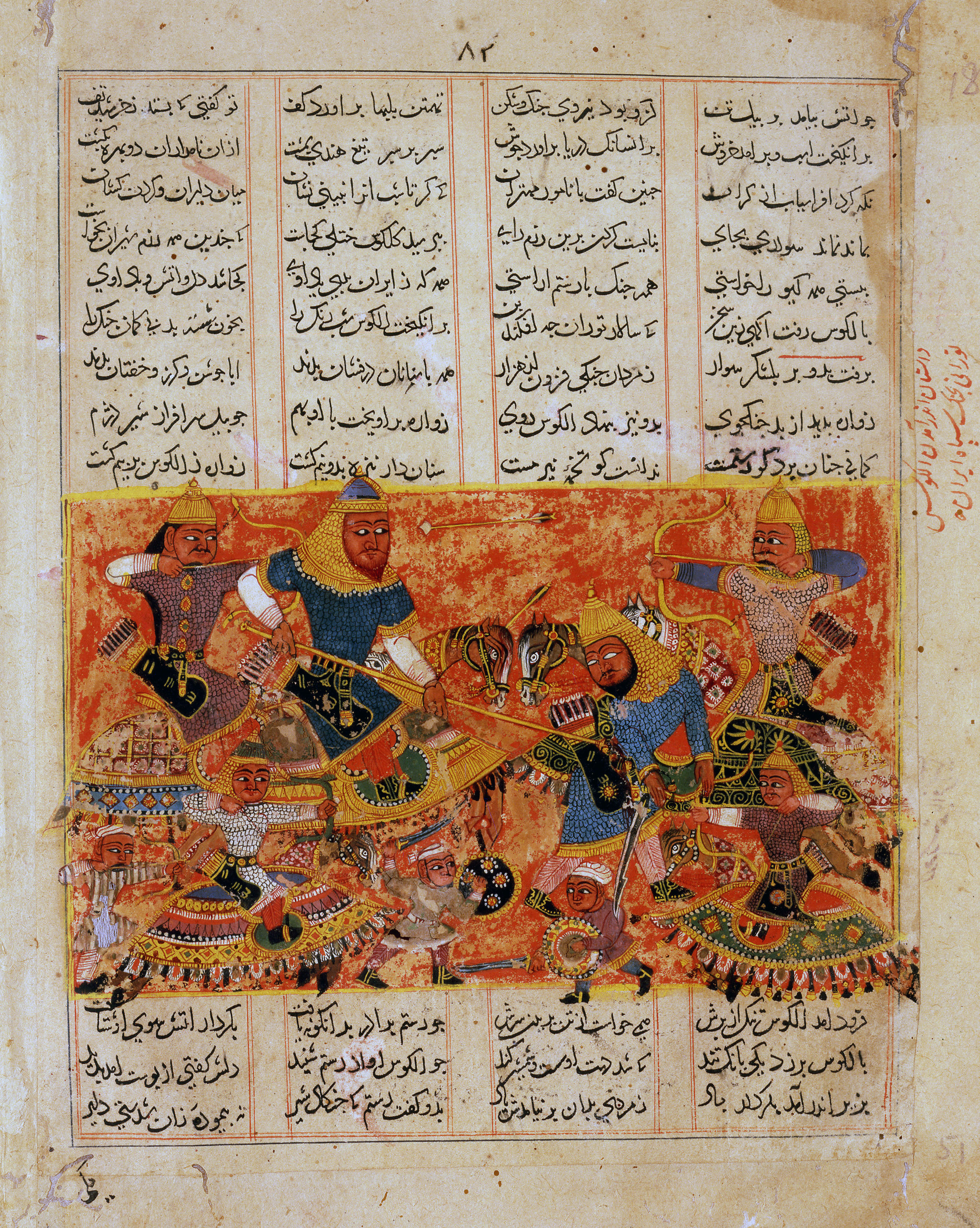
Rustam uccide il turanico eroe Alkus con la lancia

Dopo lo Shāhnāmeh, una serie di altre opere simili sono emerse nel corso dei secoli all'interno della sfera culturale della lingua persiana. Senza eccezioni, tutte queste opere erano basate sullo stile dello Shāhnāmeh, ma nessuna di esse riuscì a raggiungere lo stesso grado di fama e popolarità.
Alcuni esperti ritengono che la ragione principale per cui la lingua persiana moderna oggi è più o meno la stessa di quella di Ferdowsi più di 1000 anni fa sia dovuta alla stessa esistenza di opere come lo Shāhnāmeh, che hanno avuto un'influenza culturale e linguistica duratura e profonda. In altre parole, lo Shāhnāmeh stesso è diventato uno dei pilastri principali della moderna lingua persiana. Studiare il capolavoro di Ferdowsi divenne anche un requisito per ottenere la padronanza della lingua persiana dai successivi poeti persiani, come dimostrano numerosi riferimenti allo Shāhnāmeh nelle loro opere.
Si afferma che Ferdowsi fece di tutto per evitare qualsiasi parola tratta dalla lingua araba, parole che si erano infiltrate sempre più nella lingua persiana in seguito alla conquista araba della Persia nel VII secolo. Ferdowsi è persino citato:
Ferdowsi seguì questo percorso non solo per preservare e purificare la lingua persiana, ma anche come una forte dichiarazione politica contro la conquista araba della Persia. Questa affermazione è stata messa in discussione da Mohammed Moinfar, il quale ha notato che ci sono numerosi esempi di parole arabe nello Shāhnāmeh che sono effettivamente sinonimi di parole persiane precedentemente usate nel testo. Ciò mette in discussione l'idea dell'astuzia deliberata di Ferdowsi delle parole arabe.
Lo Shahnameh dispone di 62 storie, 990 capitoli e circa 50.000 rime baciate, il che rende più di tre volte la lunghezza dell'Iliade di Omero, e più di dodici volte la lunghezza del tedesco La canzone dei Nibelunghi. Secondo lo stesso Ferdowsi, l'edizione finale dello Shahnameh conteneva circa sessantamila distici. Ma questa è una possibilità perché la maggior parte dei manoscritti relativamente affidabili ha conservato poco più di cinquantamila distici. Neẓāmi-e Aruzi riferisce che l'edizione finale dello Shāhnāmeh inviata alla corte del Sultano Maḥmūd di Ghazni è stata preparata in sette volumi.

## Influenza culturale

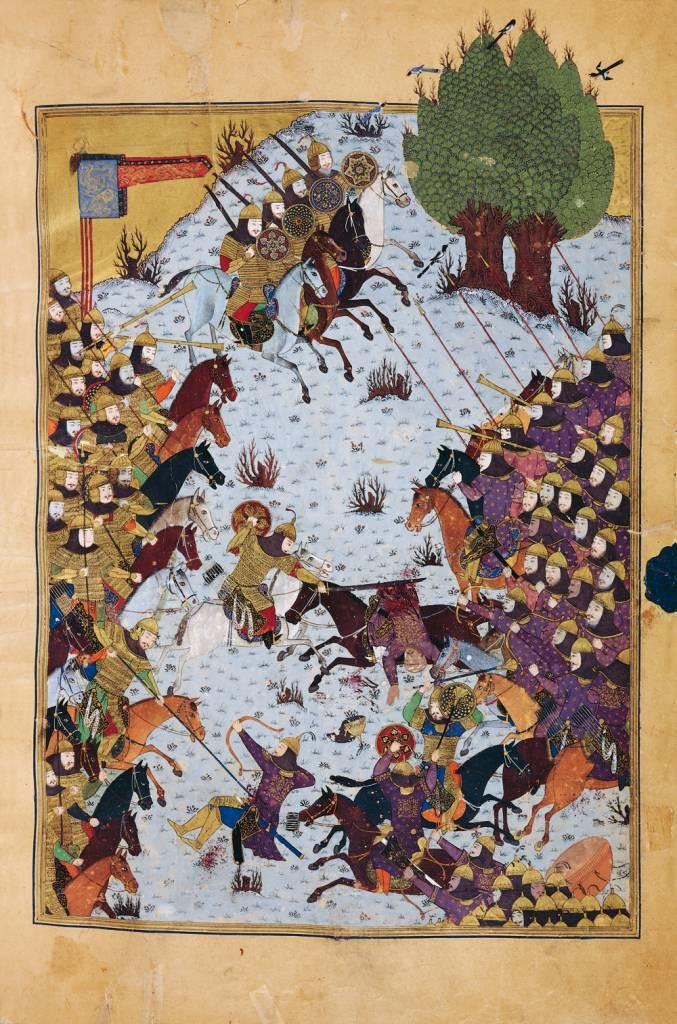
Una scena di battaglia del Baysonghori Shāhnāmeh

La dinastia Shirvanshah adottò molti dei loro nomi dallo Shahnameh. La relazione tra Shirwānshāh e suo figlio, Manuchihr, è menzionata nel capitolo otto del Leilā o Majnūn di Niẓāmī. Niẓāmī consiglia al figlio del re di leggere lo Shāhnāmeh e di ricordare i detti significativi del saggio.
Secondo lo storico turco Mehmet Fuat Köprülü :
Shah Ismāʿīl I (morto nel 1524), il fondatore della dinastia safavide dell'Iran, è stato anche profondamente influenzato dalla tradizione letteraria persiana, in particolare dallo Shāhnāmeh, che probabilmente spiega il fatto che ha nominato tutti i suoi figli in onore dei personaggi dello Shāhnāmeh. Dickson e Welch suggeriscono che lo Shāhnāmaye Shāhī di Ismāʿīl fosse inteso come regalo per il giovane Tahmāsp. Dopo aver sconfitto l'uzbeko Muhammad Shaybani, Ismail ha chiesto ad Hātefī, un famoso poeta da Jam (Khorasan), di scrivere una sorta di Shāhnāmeh epico delle sue vittorie e della sua dinastia. Sebbene l'epopea rimanesse incompiuta, fu un esempio di mathnawi nello stile eroico dello Shāhnāmeh scritto più tardi per i sovrani Safavidi.
L'influenza dello Shāhnāmeh si è esteso oltre la sfera persiana. La professoressa Victoria Arakelova dell'Università di Yerevan afferma:

### Sull'identità georgiana

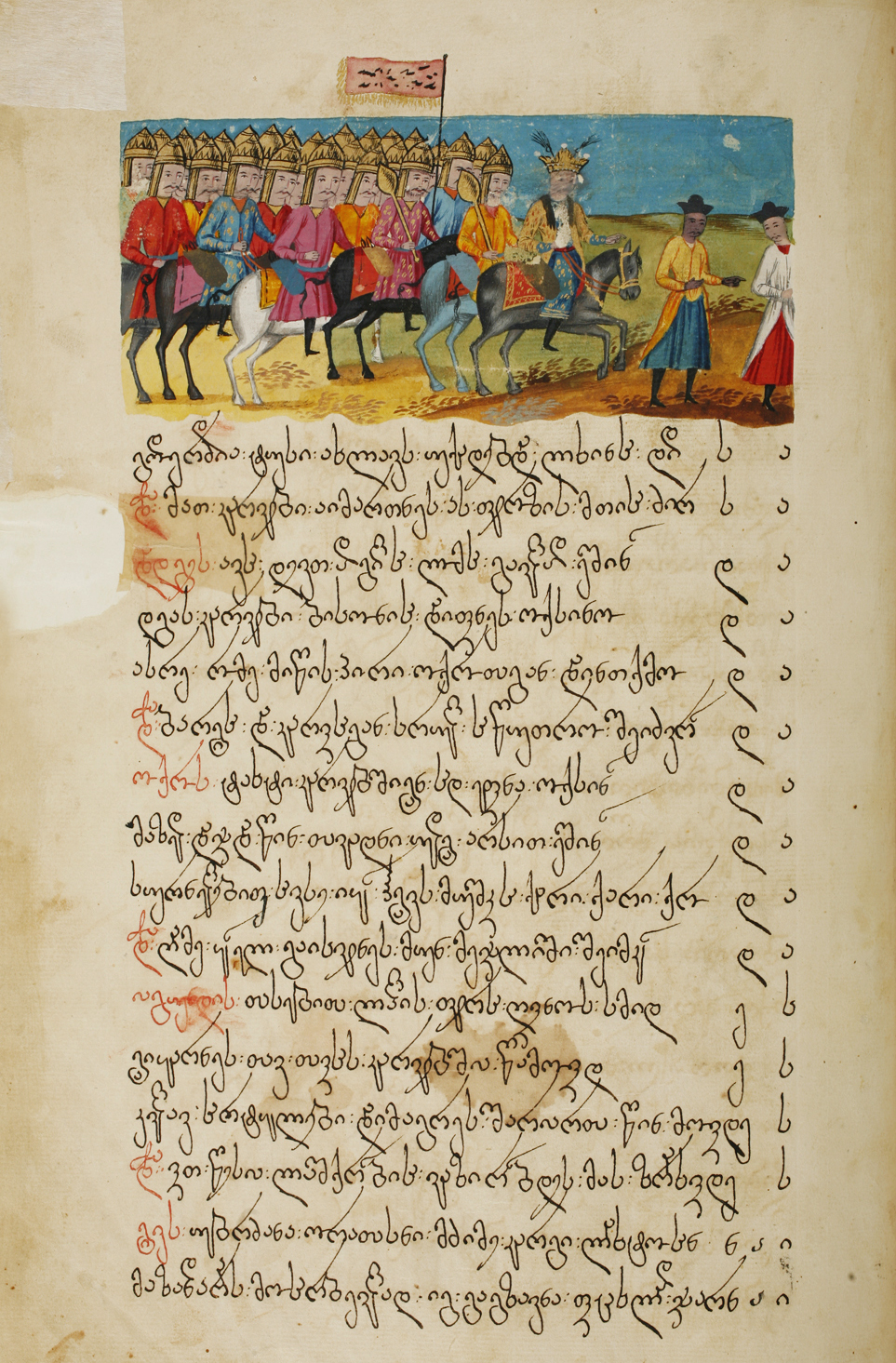
Manoscritto georgiano dello Shāhnāmeh scritto con la scrittura georgiana.

Jamshid Sh. Giunashvili osserva sul legame tra la cultura georgiana e quella dello Shāhnāmeh:
Farmanfarmaian nel Journal of Persianate Studies:

### Nell'identità turca
Nonostante alcune credenze popolari, i turanici dello Shāhnāmeh (le cui fonti sono basate sui testi di Avesta e Pahlavi ) non hanno alcun rapporto con il gruppo etnolinguistico turco di oggi. I turanici dello Shāhnāmeh sono un popolo iranico che rappresenta i nomadi iranici delle steppe eurasiatiche e non hanno alcuna relazione con la cultura dei turchi. Turan, che è il nome persiano per le aree dell'Asia centrale oltre l'Oxus fino al VII secolo (dove finisce la storia dello Shāhnāmeh), era generalmente una terra di lingua iraniana.
Secondo Richard Frye:
I turchi, come gruppo etno-linguistico, sono stati influenzati dallo Shāhnāmeh dall'avvento dei Selgiuchidi. Si dice che Toghrul III dei Selgiuchidi abbia recitato lo Shāhnāmeh mentre muoveva la sua mazza in battaglia. Secondo Ibn Bībī, nel 618/1221 il Selgiuchide di Rum ʿAlāʾ al-Din Kayqubād ha decorato le pareti di Konya e Sivas con versi dello Shāhnāmeh. I turchi stessi hanno collegato la loro origine non con la storia tribale turca ma con il Turan dello Shāhnāmeh. In particolare in India, attraverso lo Shāhnāmeh, si sono sentiti l'ultimo avamposto legato al mondo civilizzato dal filo dell'iranismo.

## Eredità

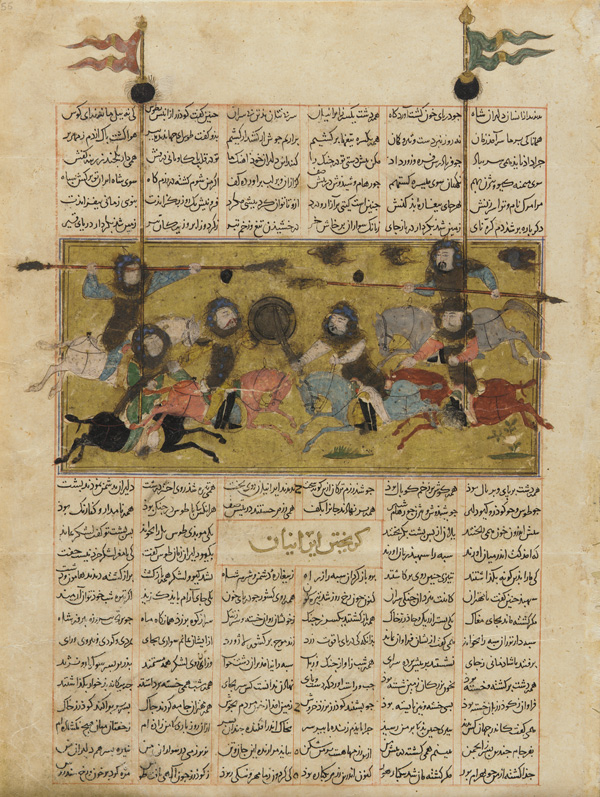
Una battaglia tra i padroni di casa dell'Iran e Turan durante il regno di Kay Khusraw

Ferdowsi conclude lo Shāhnāmeh scrivendo:
Un'altra traduzione di Reżā Jamshīdī Ṣafā:
Questa previsione di Ferdowsi si è avverata e molte figure letterarie persiane, storici e biografi hanno elogiato lui e lo Shāhnāmeh. Lo Shāhnāmeh è considerato da molti come il lavoro più importante nella letteratura persiana.
Gli scrittori occidentali hanno anche elogiato lo Shāhnāmeh e la letteratura persiana in generale. La letteratura persiana è stata considerata da pensatori come Goethe come uno dei quattro corpi principali della letteratura mondiale. Goethe è stato ispirato dalla letteratura persiana, che lo ha spinto a scrivere il suo Divano occidentale-orientale. Goethe ha scritto:

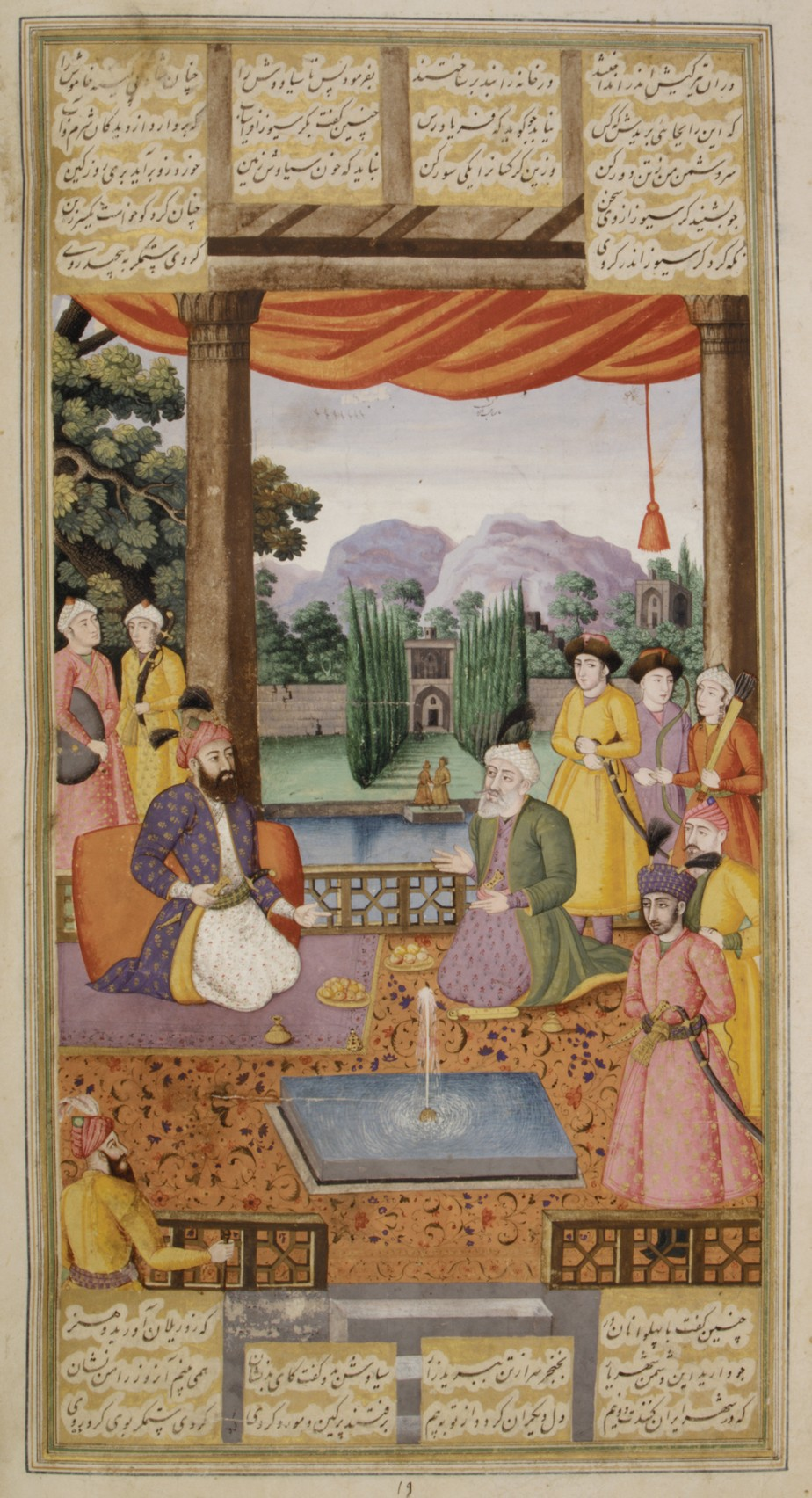
Shāhnāmeh (Libro dei re) Abu'l Qasim Firdusi (935-1020)

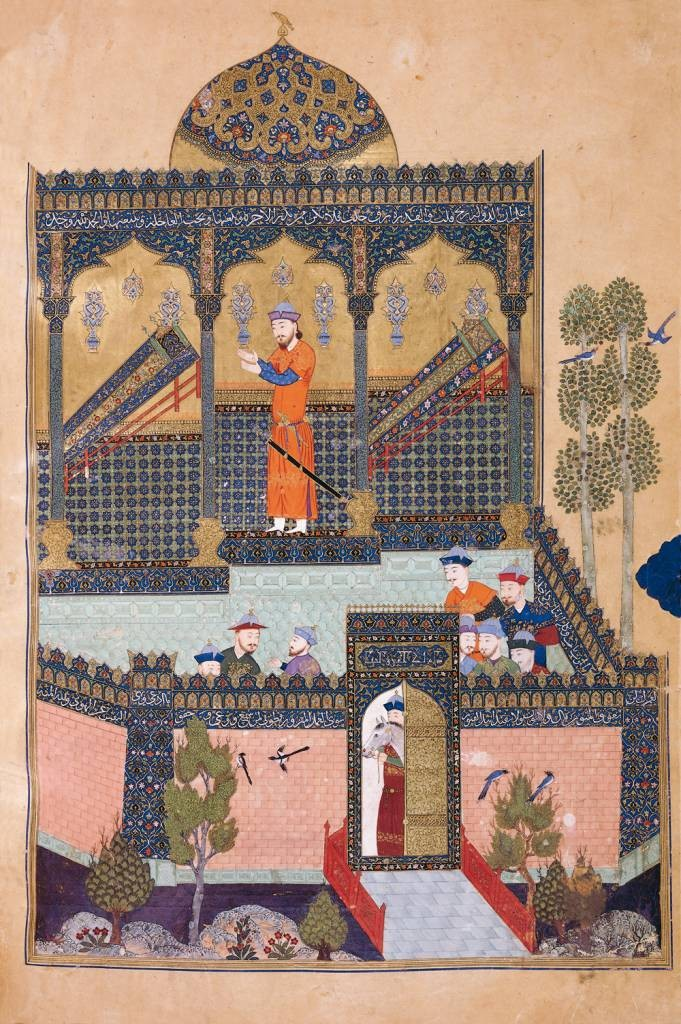
Faramarz, figlio di Rostam, piange la morte di suo padre e di suo zio, Zavareh.

### Biografie
Sargozasht-Nāmeh o biografia di importanti poeti e scrittori è stata a lungo una tradizione persiana. Alcune delle biografie di Ferdowsi sono ora considerate apocrife, tuttavia ciò dimostra l'importante impatto che ha avuto nel mondo persiano. Tra le famose biografie vi sono:
1. Chahar Maqaleh ("Quattro articoli") di Neẓāmī ʿArūdī-i Samarqandī
2. Tazkeret al-Shu'arā ("La biografia dei poeti") di Dowlat Shāh-i Samarqandī
3. Ba Bukharestan ("Dimora di primavera") di Giāmī
4. Lubab ul-albāb di Moḥammad 'Awfī
5. Natāyej al-Afkar di Mowlanā Muḥammad Qudrat Allāh
6. ʿArafat al-'Ashighīi di Tāqi al-Dīn 'Awḥadī Balyānī

### Poeti

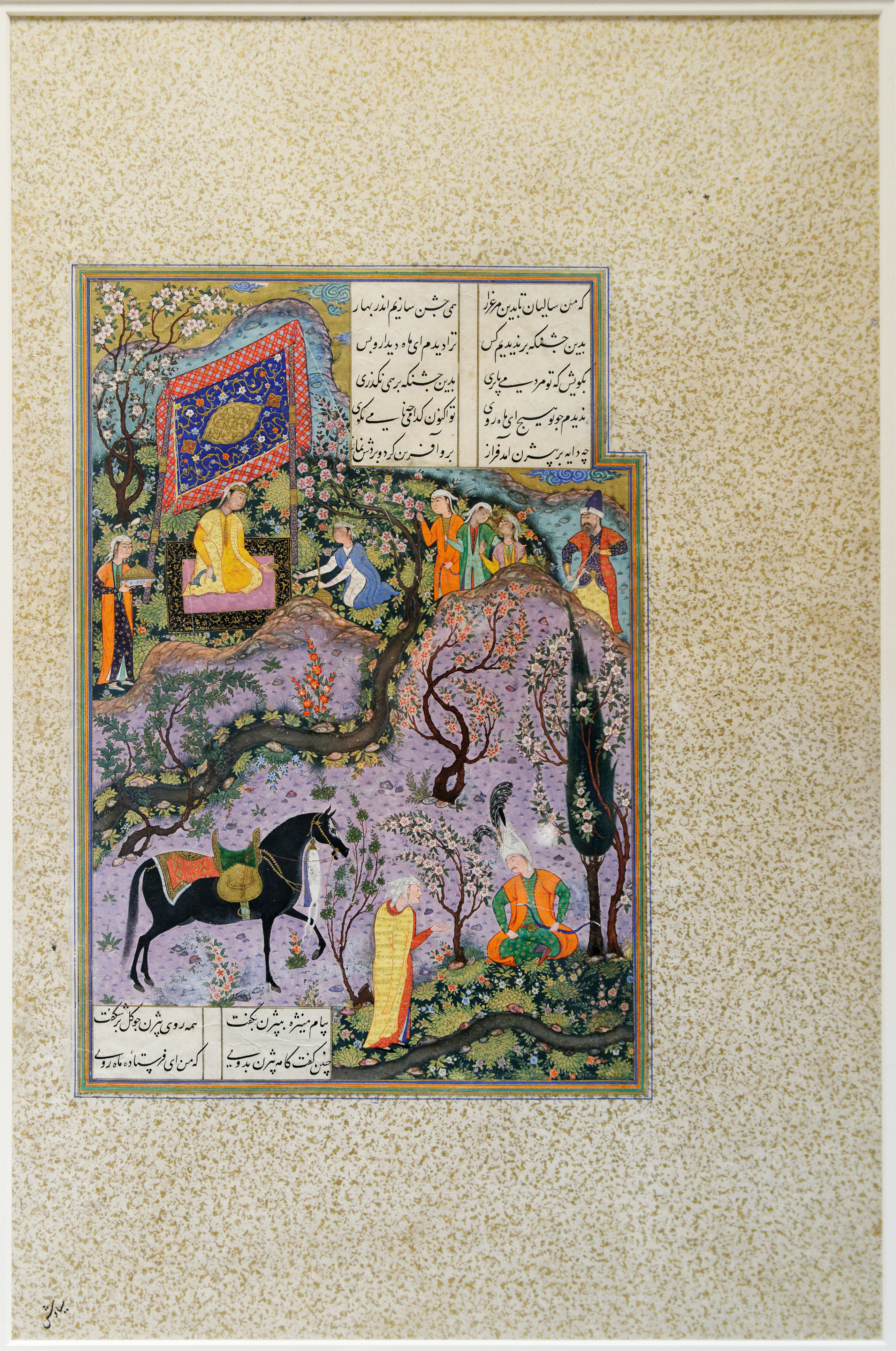
Bizhane riceve un invito dalla nutrice di Manizheh

I famosi poeti della Persia e della tradizione persiana hanno elogiato Ferdowsi. Molti di loro furono fortemente influenzati dalla sua scrittura e usarono il suo genere e le sue storie per sviluppare le proprie epopee, storie e poesie persiane:
- Anvari osservò che l'eloquenza dello Shāhnāmeh: "non era solo di un Maestro con noi suoi studenti. Era come un Dio e noi siamo i suoi schiavi".[36]
- Asadi Tusi è nato nella stessa città di Ferdowsi. Il suo Garshaspnāma è stato ispirato dallo Shāhnāmeh mentre attesta l'introduzione. Loda Ferdowsi nell'introduzione[37] e lo considera il più grande poeta del suo tempo.[38]
- Masud Sa'ad Salman ha mostrato l'influenza dello Shāhnāmeh solo 80 anni dopo la sua composizione recitando le sue poesie alla corte dei Ghaznavidi in India.
- Othman Mokhtari, un altro poeta alla corte dei Ghaznavidi in India, ha osservato: "Rustam è vivo attraverso l'epopea di Ferdowsi, altrimenti non ci sarebbe traccia di lui in questo mondo".[39]
- Sanai credeva che il fondamento della poesia fosse davvero stabilito da Ferdowsi.[40]
- Nizami Ganjavi fu fortemente influenzato da Ferdowsi e tre dei suoi cinque "tesori" avevano a che fare con la Persia preislamica. Il suo Khosro-o-Shirin, Haft Peykar e Eskandar-nāmeh usarono lo Shāhnāmeh come fonte principale. Niẓāmī osserva che Ferdowsi è "il saggio di Ṭūs" che ha abbellito e decorato parole come una nuova sposa.[41]
- Khaghani, il poeta di corte della Shirvanshah, scrisse di Ferdowsi:

- ʿAṭṭār scrisse sulla poesia di Ferdowsi: "Apri gli occhi e attraverso la dolce poesia vedi l'eden celeste di Ferdowsi".[42]
- In una famosa poesia, Saʿdi scrisse:

- A Ba Bucarest, Jami scrisse: "Veniva da Tus e la sua eccellenza, fama e perfezione sono ben note. Così che bisogno c'è del panegirico degli altri per quell'uomo che ha composto versi come quelli dello Shāh-nāmeh? "

Molti altri poeti, ad esempio Hafez, Rūmī e altri poeti mistici, hanno usato le immagini degli eroi dello Shāhnāmeh nella loro poesia.

### Storiografia persiana
L'impatto dello Shāhnāmeh sulla storiografia persiana fu immediato e alcuni storici hanno decorato i loro libri con i versi dello Shāhnāmeh. Di seguito è riportato un campione di dieci importanti storici che hanno elogiato lo Shāhnāmeh e Ferdowsi:
Tarīkh Sīstān
1. L'autore sconosciuto del Tarīkh Sīstān ("Storia del Sistan ") scritto intorno al 1053
2. Lo scrittore sconosciuto di Majmal al-Tawārīkh wa al-Qaṣaṣ (c. 1126)
3. Mohammad Ali Ravandi, lo scrittore del Rahat al-Sodur wa Ayat al-Sorur (1206 ca.)
4. Ibn Bibi, lo scrittore del libro di storia al-Awāmir al-'alaiyah, scritto durante l'era di ʿAlāʾ al-Din Kay Qubad
5. Ibn Esfandyar, lo scrittore del Tarīkh-e Ṭabarestān
6. Muhammad Juwayni, il primo storico dell'era mongola nel Tarīkh-e Jahān Gushay (era Ilkhanide)
7. Anche Hamdollah Mostawfi Qazwini prestò molta attenzione allo Shāhnāmeh e scrisse lo Zafarnāmah basato sullo stesso stile nell'era delkhanide
8. Hafez-e Abru (1430) nella Majma' al-Tawārīkh
9. Khwandmir nel Ḥabīb ol-siyār (1523 circa) elogiò Ferdowsi e lasciò un'ampia biografia su Ferdowsi
10. Lo storico arabo Ibn al-Athir osserva nel suo libro al-Kāmil fī tarīkh che: "Se lo chiamiamo il Corano di ʿAjam, non abbiamo detto nulla invano. Se un poeta scrive poesie e le poesie hanno molti versi, o se qualcuno scrive molte composizioni, accadrà sempre che alcuni dei loro scritti potrebbero non essere eccellenti. Ma nel caso dello Shāhnāmeh, nonostante abbia più di 40 mila distici, tutti i suoi versi sono eccellenti. "[43]

## Copie illustrate

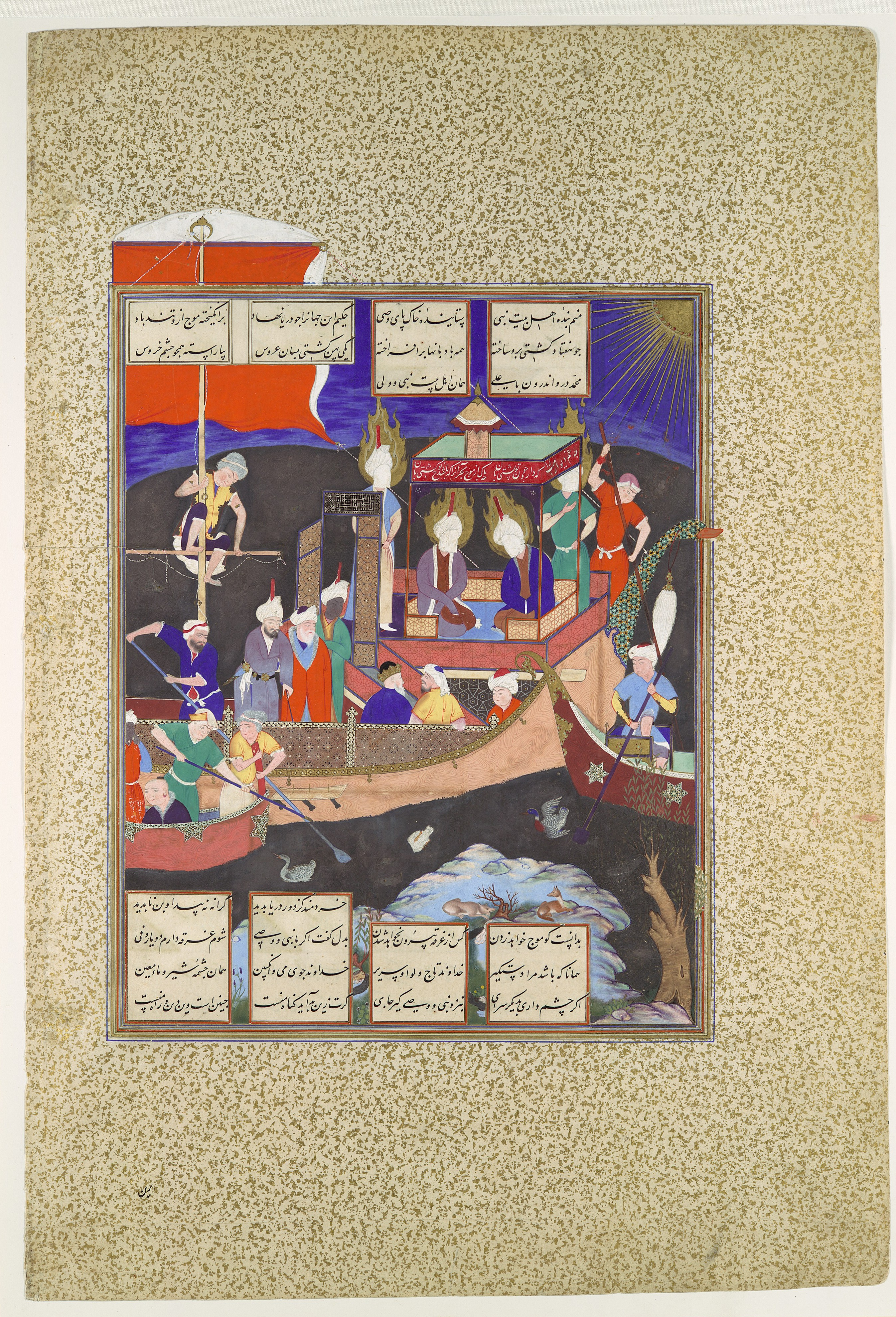
Un'immagine che illustra la parabola della nave della fede dellHoughton Shāhnāmeh (Metropolitan Museum of Art)

Le copie illustrate dell'opera sono tra gli esempi più sontuosi della pittura in miniatura persiana. Diverse copie rimangono intatte, sebbene due dei più famosi, Houghton Shāhnāmeh e il Great Mongol Shāhnāmeh, furono fatti a pezzi per essere venduti separatamente nel XX secolo. Nel 2006 è stato venduto un singolo foglio per £ 904.000 .
Il Baysonghori Shāhnāmeh, una copia del manoscritto miniato dell'opera (Palazzo del Golestan, Teheran), è incluso nel registro della memoria mondiale del patrimonio culturale dell'UNESCO.
I sovrani mongoli in Iran rianimarono e stimolarono il patrocinio dello Shāhnāmeh nella sua forma manoscritta. Il Great Mongol o Demotte Shāhnāmeh, prodotto durante il regno dell'Ilkhanato Sultan Abu Sa'id, è una delle copie più illustrative e importanti dello Shāhnāmeh.
I Timuridi continuarono la tradizione della produzione di manoscritti. Per loro, era considerato "di rigore" per i membri della famiglia avere copie personali del poema epico. Di conseguenza, tre nipoti di Tamerlano - Bāysonḡor, Ebrāhim Solṭān e Moḥammad Juki - hanno commissionato un tale volume. Tra questi, il Baysonghor Shāhnāmeh commissionato da Ghiyāth al-Dīn Bāysonḡor è uno dei più voluminosi e artistici manoscritti dello Shāhnāmeh.
La produzione di manoscritti Shāhnāmeh illustrati nel XV secolo rimase vigorosa durante le dinastie turkmene di Qarā-Qoyunlu o Black Sheep (1380–1468) e Àq Qoyunlu o White Sheep (1378–1508). Molte delle copie illustrate esistenti, con settanta o più dipinti, sono riconducibili a Tabriz, Shiraz e Baghdad a partire dagli anni 1450-60 circa e continuando fino alla fine del secolo.
L'era Safavide ha visto una rinascita delle produzioni dello Shāhnāmeh. Lo Shah Ismāʿīl ha usato l'epopea per scopi propagandistici: come gesto di patriottismo persiano, come celebrazione del rinnovato dominio persiano e come riaffermazione dell'autorità reale persiana. I Safavidi commissionarono copie elaborate dello Shāhnāmeh per sostenere la loro legittimità. Tra i punti salienti delle illustrazioni dello Shāhnāmeh c'era la serie di 250 miniature commissionate dallo Shāh Ismāʿīl per lo Shāhnāmeh di Tahmāsp, suo figlio. Due cicli simili di illustrazione della metà del XVII secolo, lo Shāhnāmeh di Rashida e il Windsor Shāhnāmeh, provengono dall'ultimo grande periodo della miniatura persiana.
In onore del millenario anniversario dello , nel 2010 il Fitzwilliam Museum di Cambridge ha ospitato una grande mostra, denominata "Epica dei Re persiani: L'arte dello Shāhnāmeh di Ferdowsi", che si è svolta da settembre 2010 a gennaio 2011. L'Arthur M. Sackler Gallery della Smithsonian Institution di Washington, DC, ha anche ospitato una mostra di fogli dal XIV al XVI secolo, intitolata "Shāhnāma: 1000 anni del libro persiano dei re", da ottobre 2010 ad aprile 2011.
Nel 2013 Hamid Rahmanian ha illustrato una nuova traduzione inglese dello Shāhnāmeh (tradotta da Ahmad Sadri) usando immagini di vecchi manoscritti del libro per creare nuove rappresentazioni. 

## Edizioni moderne

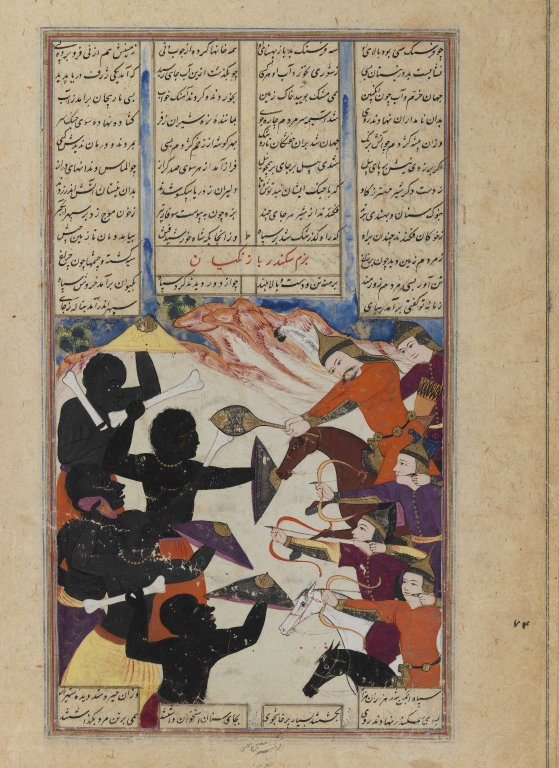
Un'illustrazione dallo Shāhnāmeh

### Edizioni accademiche
Diverse edizioni accademiche sono state preparate per lo Shāhnāmeh. Una prima edizione fu preparata nel 1829 in India da T. Macan. Si basava su un confronto di 17 copie di manoscritti. Tra il 1838 e il 1878, un'edizione apparve a Parigi dello studioso francese J. Mohl, basata su un confronto di 30 manoscritti. Entrambe le edizioni mancavano di strumenti critici e si basavano su manoscritti secondari datati dopo il XV secolo; molto più tardi rispetto all'opera originale. Tra il 1877 e il 1884, lo studioso tedesco J.A. Vullers preparò un testo sintetizzato delle edizioni Macan e Mohl, ma furono pubblicati solo tre dei suoi nove volumi previsti. L'edizione Vullers è stata successivamente completata a Teheran dagli studiosi iraniani S. Nafisi, Iqbal e M. Minowi per il giubileo millenario di Ferdowsi, tenutosi tra il 1934 e il 1936.
La prima edizione critica moderna dello Shāhnāmeh fu preparata da una squadra russa guidata da Evgenij Èduardovič Bertel's, usando i più antichi manoscritti conosciuti dell'epoca, risalenti al XIII e XIV secolo, con forte affidamento sul manoscritto del 1276 del British Museum e sul Manoscritto di Leningrado del 1333, l'ultimo dei quali è stato ora considerato un manoscritto secondario. Inoltre, altri due manoscritti utilizzati in questa edizione sono stati così retrocessi. Fu pubblicato a Mosca dall'Istituto di Studi Orientali dell'Accademia delle Scienze dell'URSS in nove volumi tra il 1960 e il 1971.
Per molti anni, l'edizione di Mosca è stata il testo standard. Nel 1977, un primo manoscritto del 1217 fu riscoperto a Firenze. Il manoscritto di Firenze del 1217 è una delle prime copie conosciute dello Shāhnāmeh, che precede l'invasione dei Moghul e la successiva distruzione di importanti biblioteche e raccolte di manoscritti. Usandolo come testo principale, Jalal Khaleghi-Motlagh iniziò la preparazione di una nuova edizione critica nel 1990. Il numero di manoscritti consultati durante la preparazione dell'edizione Khaleghi-Motlagh va oltre qualsiasi tentativo della squadra di Mosca. L'apparato critico è esteso e sono state registrate numerose varianti per molte parti della poesia. L'ultimo volume è stato pubblicato nel 2008, portando a compimento l'impresa a otto volumi. Secondo Dick Davis, professore di persiano alla Ohio State University, è "di gran lunga la migliore edizione dello Shāhnāmeh disponibile, ed è probabile che rimarrà tale per molto tempo".

### Traduzioni in arabo
L'unica traduzione araba conosciuta dello Shāhnāmeh fu fatta nel c. 1220 di al-Fatḥ b. ʿAlī al-Bundārī, uno studioso persiano di Iṣfahān e su richiesta del sovrano ayyubide di Damasco al-Muʿazzam ʿIsā. La traduzione è Nathr (senza rima) ed è stata in gran parte dimenticata fino a quando non è stata ripubblicata per intero nel 1932 in Egitto, dallo storico ʿAbd al-Wahhāb ʿAzzām. Questa edizione moderna si basava su copie frammentate incomplete e in gran parte imprecise trovate a Cambridge, Parigi, Astana, Il Cairo e Berlino. Quest'ultima era la versione araba più completa, meno imprecisa e ben più conservata della traduzione originale di al-Bundārī.

### Traduzione italiana
Una traduzione italiana è stata pubblicata in otto volumi da Italo Pizzi con il titolo: Il libro dei re. Poema epico recato dal persiano in versi italiani da Italo Pizzi, 8 voll., Torino, Vincenzo Bona, 1886-1888 (successivamente ristampato in due volumi con un compendio, da UTET, Torino, 1915).

## Nella cultura
Lo Shāhnāmeh, in particolare la leggenda di Rostam e Sohrab, è citato e svolge un ruolo importante nel romanzo Il cacciatore di aquiloni dello scrittore afgano-americano Khaled Hosseini.
Lo Shāhnāmeh è stato anche adattato a molti film e film di animazione:
- In una trilogia della Tajikfilm del 1971-1976 che comprende Skazanie o Rustame, Rustam i Sukhrab e Skazanie o Sijavushe.
- In Bangladesh è stato realizzato un film di successo, Shourab Rustom, nel 1993.
- Un film di Bollywood, Rustom Sohrab, basato sulla storia di Rustam e Sohrab, è stato realizzato nel 1963 e interpretato da Prithviraj Kapoor.
- La serie TV persiana Chehel Sarbaz (Forty Soldiers), pubblicata nel 2007, diretta da Mohammad Nourizad, racconta contemporaneamente la storia di Rostam ed Esfandiar, la biografia di Ferdowsi e alcuni altri eventi storici.[69]
- La breve animazione persiana Zal & Simorgh Archiviato il 9 novembre 2016 in Internet Archive., 1977, diretta da Ali Akbar Sadeghi, narra la storia di Zal dalla nascita fino al ritorno nella società umana.
- The Legend of Mardoush (2005), una lunga trilogia persiana animata, racconta le storie mitiche di Shāhnāmeh dal regno di Jamshid alla vittoria di Fereydun su Zahhak.
- The Last Fiction (2017), un lungo film d'animazione, ha un'interpretazione aperta della storia di Zahhāk.[70] Il film è preceduto dai graphic novel Jamshid Dawn 1 & 2 Archiviato il 23 ottobre 2017 in Internet Archive. (creati dalla stessa squadra) il cui scopo è quello di familiarizzare adolescenti e giovani con il mito di Jamshīd.
- Rostam e Sohrab, un'opera di Loris Tjeknavorian
- Sohrab e Rustum, una poesia del 1853 di Matthew Arnold
- Naqqāli, un'arte performativa basata su Shāhnāmeh
- Vis e Rāmin, un poema epico simile allo Shāhnāmeh